# 丁开嶂
丁开嶂（1870年—1945年8月7日），原名作霖，字小川，化名开山。河北省丰润县南青坨村人。辛亥革命时参与发动滦州起义等一系列反清武装斗争，曾任反清铁血军军长，后被推为中华民国军政府北部民军临时大元帅。

## 生平
小时在乡间读私塾，20岁左右应遵化州乡试，中秀才。后入京师大学堂第一班，毕业时获“奏奖”文科举人。1900年7月，沙俄乘八国联军侵华之机出兵占领中国东北。1904年日俄战争爆发。化名开山，赴东北创立“抗俄铁血会”，袭扰俄军。次年又创立华北救命军，进一步扩大铁血会力量。1906年冬加入中国同盟会。其年改“华北救命军”为“革命铁血会”，设根据地于丰润县南青坨村。
1911年10月，武昌起义成功后建立的湖北军政府派主持北方革命运动的代表胡鄂公、孙谏声前往丰润县与丁开嶂商议举行滦州暴动。不久在天津法租界小白楼设铁血军军部，任军长。同时建立四部军，即永遵通蓟之京东部军4万人，张家口、古北口外之京北部军5000人，朝阳、热河之边外部军万余人，锦、广、义、宁南至营口之关东部军5万人，并着手筹划滦州暴动方略和购置军火等准备工作。12月29日与已加入铁血会的滦州清军管带王金铭、施从云、张建功多次计议后，密电邀北方革命组织齐集滦州准备起义。
1912年1月2日，滦州宣布独立。派铁血会永、遵部长孙鼎臣、炸弹队队长李辅廷、副队长胡珍率领聚于滦州的铁血会成员入城共同防守。4日拂晓，清通永镇总兵王怀庆与第三镇统制曹锟合力向滦州大举进攻。革命军遭埋伏，总司令施从云等遇难。丁开嶂率军增援，受阻而退。
滦州暴动失败后，又发动铁血会，相继在张家口、通州、天津、奉天、遵化组织起义，均遭镇压。1912年2月在天津召集四部军将领举行军事会议，决定各部军精选壮士潜入北京，于旧历年除夕，分路攻击清廷各衙门，各部树旗，宣告独立。会议推举他为中华民国军政府北部民军临时大元帅。3日，改组铁血会，军部为军政府。铁血会的举事，被密探告知袁世凯。袁迫于南北革命彼呼此应，乃于2月12日强迫清宣统帝退位。于是铁血会再次放弃全军起义的壮举，于1913年自动解散。在辛亥革命后，回归故里，因右臂染丹毒残疾。1943年，被举国民政府议员。
1945年8月7日，与世长辞，享年75岁。